# Eremanthus arboreus
Eremanthus arboreus là một loài thực vật có hoa trong họ Cúc. Loài này được (Gardner) MacLeish mô tả khoa học đầu tiên năm 1987.